# Droga wojewódzka nr 215
Droga wojewódzka nr 215 (DW215) – droga wojewódzka o długości 22,3 km, łącząca Władysławowo i Sulicice k. Krokowy. Przebiega przez teren wyjątkowo mocno wykorzystywany turystycznie, między Jastrzębią Górą, a Karwią podczas sezonu letniego jej pobocze jest wykorzystywane jako olbrzymi parking. 
W znacznej części droga została wybudowana w okresie międzywojennym (odcinek Władysławowo - Karwia) jako droga łącząca nadmorskie miejscowości. Jak na tamte czasy droga była bardzo wysokiej jakości (brukowana). Na odcinku Chłapowo - Jastrzębia Góra (ok. 6 km) jest jeszcze zachowana brukowana nawierzchnia. Obecnie droga jest w złym stanie technicznym, nowa nawierzchnia jest położona tylko we Władysławowie, Jastrzębiej Górze i Karwi. W 2017 samorząd wojewódzki oraz burmistrz Władysławowa podpisali porozumienie dotyczące przebudowy tego odcinka. 

## Miejscowości leżące przy trasie 215
- Władysławowo
  - Osiedle 1000-lecia
  - Żwirowa
  - Hallerowo
  - Cetniewo
- Chłapowo
- Rozewie
- Jastrzębia Góra
- Karwia
- Karwieńskie Błoto Pierwsze
- Sławoszyno
- Sulicice